# Bettina Bäumlisberger
Bettina Bäumlisberger (* 8. März 1960 in Schönau (Odenwald)) ist eine deutsche Journalistin.

## Werdegang
Bäumlisberger wurde in Schönau im Odenwald geboren und wuchs in Ludwigshafen am Rhein auf. Die Tochter eines Monteurs begann bereits früh, sich für Journalismus zu interessieren. Ende der 1970er Jahre zog sie nach München und studierte Volkswirtschaft und Kommunikationswissenschaften an der Ludwig-Maximilians-Universität. Im Anschluss an das Studium war sie zunächst als freie Journalistin für die Bayerische Gemeindezeitung tätig, bevor sie 1984 ein Volontariat beim Münchner Merkur begann. 1989 folgte eine Tätigkeit als Politikredakteurin bei der Tageszeitung Die Welt. 1992 gehörte Bäumlisberger zu den Gründungsredakteuren des Nachrichtenmagazins FOCUS. Schwerpunkte ihrer dortigen journalistischen Tätigkeit bildeten die bayerische Landespolitik sowie Wirtschafts- und Sozialpolitik.
2010 holte sie der damalige bayerische Wirtschaftsminister der FDP, Martin Zeil, in die Landespolitik, wo sie Leiterin der Pressestelle und Pressesprecherin im Bayerischen Wirtschaftsministerium wurde. Nach dem Ausscheiden der FDP aus dem Landtag als Folge der Wahlniederlage bei der Landtagswahl 2013 verließ sie die unbefristete Stellung, um ab 2. Januar 2014 beim Münchner Merkur die Nachfolge von Chefredakteur Karl Schermann anzutreten, der in den Ruhestand ging. Nachdem ihre Strategie innerhalb der Redaktion schon länger umstritten gewesen war, verließ sie am 31. März 2016 den Merkur, da es mit dem Eigentümer Dirk Ippen Differenzen über ihr Konzept der crossmedialen Online-Arbeit, sowohl der Zusammenarbeit zwischen Print und Online als auch dem Austausch von Geschichten zwischen Merkur und dem Schwesterblatt tz, gab. Die Redaktion befürchtete darin vor allem den Verlust der Eigenständigkeit des Merkurs gegenüber der tz.
Am 1. Dezember 2017 übernahm Bäumlisberger die Leitung der Pressestelle des Caritasverbands der Erzdiözese München und Freising e.V.

## Auszeichnungen
- 2008: Bayerische Verfassungsmedaille in Silber.[7]